# Daria Kinzer
Daria Kinzer (Aschaffenburg, 29 maggio 1988) è una cantante croata.
Nata in Germania da padre tedesco e madre croata, è cresciuta a Vienna dove ha studiato.
Nel 2011 è stata scelta, attraverso il concorso Dora 2011, come rappresentante per la Croazia all'Eurovision Song Contest 2011, tenutosi a Düsseldorf nel mese di maggio dello stesso anno, con la canzone Celebrate (Festeggia). Si è esibita durante la prima semifinale, andata in onda in eurovisione il 10 maggio 2011, senza tuttavia ottenere i voti necessari per poter essere ammessa alla serata finale.